# NBAサラリーキャップ
NBAサラリーキャップ(NBA salary Cap)とは、アメリカ男子プロバスケットボールリーグのNBAにおいて、各チームが保有する個々の選手の契約額および全選手の契約年俸の総額を毎年一定の上限を設けて規定する制度である。金額や条件などに関してはリーグとNBA選手組合との間での取り決めであるCBA(Collective Bargaining Agreement；NBA団体交渉協約)によって定められる。米国のプロスポーツリーグ（NFL、NHL、MLSなど）がハードキャップを採用しているのに対し、NBAは選手を育成しても年俸の上昇によって制限額を超過してしまい、手放さざるをえなくなるという悪循環から逃れる為、いくつかの例外条項に限ってサラリーキャップの上限を超えることが認められるソフトキャップを採用している。そのため、キャップを超えた総額での契約ができるので、さらにその上に超過に応じた課徴金としてラグジュアリータックス(Luxury tax、贅沢税)を設けている。
例えば2014-2015シーズンではサラリーキャップが6,306.5万US$であったのに対し、贅沢税が課されるタックス・ラインは7,680万US$であった。
2017年には、NBAとNBA選手会は同年7月1日から2023-24シーズンまで適用される新たなCBAを締結した。2023年7月には、最長で2029-30シーズンまで適用される新たなCBAが締結された。

## 用語/凡例
| - サラリー = 年俸 - キャップ = 制限 - CBA =Corrective Bargaining Agreement(NBA労使協定) - マキシマム/マックス = 最高/上限 - ミニマム = 最低 | - シーズン = 通常10月にレギュラーシーズンが開幕し、翌年6月のファイナルで終了するNBAの1回の開催期間 - BRI,(Basketball Related Income,) = バスケットボール関連収益 - ラグジュアリー・タックス = 贅沢税 - エクセプション = 例外 |

## 歴史
NBAにおけるサラリーキャップの歴史は古く、1940年代半ばに規定されたが、1シーズンのみで廃止された。1984年に1984-1985シーズンに向けて、アメリカ四大メジャースポーツ初となる本格的サラリーキャップ制を導入されるまで、サラリーキャップ無しで運営された。2005年発効の CBAで、サラリーは、バスケットボール関連収益(Basketball Related Income,BRI)の57 %に設定され、2011年7月30日まで、6年間継続された。2011年発効のCBAで、サラリー配分は、BRIの51.2 %(30チーム分)で合意され、2011-12シーズンが開催された。
2011-2012シーズンのBRIは、33.75億ドルで、2012-13シーズンで42.93億ドル、2013-14シーズンで45.22億ドルと増加を続けている。

## キャップ額の決定方法
サラリー・キャップ額はオフシーズンのジュライ・モラトリアム期間に決定され、この時点でモラトリアムは終了する。
基本的な算出方法は、迎えるシーズンのBRIの予測値から利益予測値を減じ、これをリーグ所属チーム数で除して算出される。
予測値は、リーグとNBA選手組合との間で協議され決定する。モラトリアム期間内に協議が整わない場合は、予め準備された方法で設定する。
キャップ導入後のNBAのサラリーキャップと選手の平均サラリーを下図に示した。
| サラリーキャップ | プレーヤー平均サラリー |

## ハードキャップに対するソフトキャップ

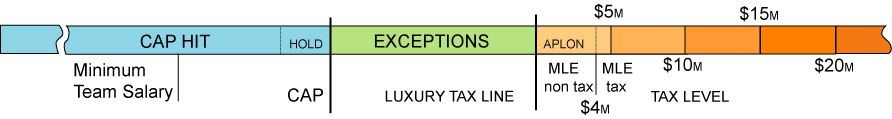
NBAサラリーキャップ構成

チーム戦力の均等化を最重視し、ハードキャップ制を採用しているNFLやNHLは、一切の例外認めず、従って、課徴金制度もない。これらとはと異なり、NBAでは所謂ソフト・キャップ制を採用しており、チームがプレーヤーと契約を結ぶ際にキャップの超過を許容する特徴的な例外事項設けている。これはチームが所属選手に対するファンからの応援を培う事を目的としている。キャップ制度がなく、年俸に制限のないMLBの場合は、チーム戦力に偏りが生じる傾向にあるが、贅沢税を設け、これを原資にリーグ全体の振興を図っている。NBAでは、ソフトキャップ制と並行してラグジュアリー・タックスを設定し、徴収分をリーグ、チームに分配することで、大きな市場を持ち財政が潤沢なチームがフリーエージェント市場を独占できないようにしている。

## マキシマム選手契約
選手が契約できるマキシマム(上限)・契約、いわゆるマックス契約は、リーグ在籍年数と総サラリーキャップに基づいて算定され、6年以下の選手では、2,550万ドルあるいはサラリーキャップの25%、7年から9年の選手では、3,060万ドルあるいはサラリーキャップの30%、10年以上の選手の上限は3,570万ドルあるいはサラリーキャップの35%で、いずれもどちらか多い方である。NBAの上限の制限に関する例外として、選手は前回の契約の105%の金額で上限を超えても契約ができる。
| 経験年数 | 算定基準      | 2011-2012   | 2012-2013   | 2013-2014   | 2014-2015   | 2015-2016   | 2016-2017 |
| -------- | ------------- | ----------- | ----------- | ----------- | ----------- | ----------- | --------- |
| 0 - 6    | キャップの25% | $12,922,194 | $13,668,750 | $13,701,250 | $14,746,000 | $17,500,000 |           |
| 7 - 9    | キャップの30% | $15,506,632 | $16,402,500 | $16,441,500 | $17,695,200 | $21,000,000 |           |
| 10+      | キャップの35% | $18,091,071 | $19,136,250 | $19,181,750 | $20,644,400 | $24,500,000 |           |

### 特定選手契約
NBAの各チームはルーキー契約に引き続く契約時に、延長契約する特定選手(Designated Player)を指名することができる。デシグネイテッド・プレーヤー(特定選手)とは4年契約に替えて5年契約が可能となる。 かつては、チームは1名か2名だけの特定選手を保持することができたが、2023年に発効したCBAでは他のCBAルールに違反しない限り、保持できる人数の制限がなくなった。

### デリック・ローズ・ルール
デシグネイテッド・プレーヤー(特定選手)は、サラリーキャップの30%(通常は25%まで)での契約ができる場合がある。そのためには、契約更新年か更新年を含む3年以内に2回オールNBAチーム(1st.〜3rd.どのレベルでも良い)かNBA最優秀守備選手賞に選出されるか、契約更新年を含む3年以内にMVPに選出される必要がある。公式には"5th Year 30% Max Criteria"(5年30%マックス基準)と呼ばれる。 別の言い方ではデリック・ローズがMVPを獲得した後の、(さらに一般的に、より知られている)"デリック・ローズ・ルール"と呼ばれる これは、条件が設定されてから、MVP受賞によりローズがマックス延長契約の資格を得たNBA唯一のプレーヤーであったことによるものである。 このルールの設定理由は、受賞プレーヤーが、同世代の中でも、より高い潜在価値を持っているとの判断から、ルーキー契約からの延長契約で、30%を設定することで、通常のMAX25%以上に価値を認めたものである。 プレーヤーはルーキー契約最終年の前に"5th Year, 30% Max"契約を結んでおき、契約の開始前に条件を満たしていれば、30%サラリーを獲得できる。条件を満たしていなければ、通常の5年25%の特定選手契約となる。
ヒューストン・ロケッツのジェームズ・ハーデン は、条件を満たすことができなかった。
2013–14シーズンに30%マックスの条件をクリアしたのは、インディアナ・ペイサーズの ポール・ジョージだけで、2013年に、5年30%のデリック・ローズ・ルール適用契約を結んだ。
ジョージは2012-13シーズンと、2011-12シーズンにオールNBAサードチーム入りを果たし条件を満たした。 2013-14シーズンもオールNBAチーム入りしている。しかしながらローズ、ジョージともに契約期間中に特定選手の条件を満たすことが出来ず、特定選手でのベテラン延長はできない。
| シーズン | サラリー    | 備考                                   |
| -------- | ----------- | -------------------------------------- |
| 2008-09  | $4,822,800  | ルーキー・スケール4年契約 1位          |
| 2009-10  | $5,184,480  |                                        |
| 2010-11  | $5,546,160  | MVP / デリック・ローズ・ルール成立     |
| 2011-12  | $6,993708   | 小計：$22,547,148                      |
| 2012-13  | $16,402,500 | 5年30%MAX契約 デリック・ローズ・ルール |
| 2013-14  | $17,632,688 |                                        |
| 2014-15  | $18,862,875 |                                        |
| 2015-16  | $20,093,063 |                                        |
| 2016-17  | $21,323,250 | 小計：$94,314,376                      |

| シーズン | サラリー    | 備考                                       |
| -------- | ----------- | ------------------------------------------ |
| 2010-11  | $2,238,360  | ルーキー・スケール4年契約 10位             |
| 2011-12  | $2,406,240  | All NBA team                               |
| 2012-13  | $2,574,120  | All NBA team /デリック・ローズ・ルール成立 |
| 2013-14  | $3,282,003  | All NBA team 小計：$10,500,723             |
| 2014-15  | $15,925,680 | 5年30%MAX契約 デリック・ローズ・ルール     |
| 2015-16  | $17,120,106 | All NBA team                               |
| 2016-17  | $18,314,532 |                                            |
| 2017-18  | $19,508,958 |                                            |
| 2018-19  | $20,703,384 | 小計：$91,572,660                          |

#### 5年30% 契約
次のプレーヤーは5年30%契約。5年30%マックス基準(デリック・ローズ・ルール）
- デリック・ローズ (シカゴ・ブルズ) 2011年契約-2017年まで
- ブレイク・グリフィン (ロサンゼルス・クリッパーズ) 2012年契約-2018年まで (オールNBAチーム選出 2nd. 2011–12,NBAオールスター2012)
- ポール・ジョージ (インディアナ・ペイサーズ) 2013年契約-2019年まで (2度のオールNBAチーム選出 3rd. 2012–13,2013–14)[20][21]
- ルカ・ドンチッチ (ダラス・マーベリックス) 2022-23シーズン-2026-27シーズンまで (2度のオールNBAチーム選出 1st. 2019–20,2020–21)

#### 5年25% 契約
次のプレーヤーは5年25%契約(通常の特定選手)
- アンソニー・デイビス(ニューオーリンズ・ペリカンズ)2017年まで
- ラッセル・ウェストブルック (オクラホマシティ・サンダー)2017年まで
- ジェームズ・ハーデン (ヒューストン・ロケッツ)2018年まで
- ジョン・ウォール (ワシントン・ウィザーズ)2019年まで[24]
- カイリー・アービング (クリーブランド・キャバリアーズ) 2020年まで
- デイミアン・リラード(ポートランド・トレイルブレイザーズ)2021年まで
- ジョエル・エンビード(フィラデルフィア・セブンティシクサーズ)2023年まで

ケビン・ラブ は特定選手契約対象選手だったが、ミネソタ・ティンバーウルブズは4年契約を選択した。(最終年プレーヤーオプションとし、将来的に制限なしフリーエージェントになることを許容)
ケビン・デュラントはオクラホマシティ・サンダーのチームメイトのラッセル・ウェストブルックと共に特定選手レベルのサラリーで契約されている。デュラントの契約は当初、ロックアウト前からデリック・ローズ・ルールが実施された間に作成され、2005年のCBA基準に基づいて公式に許可された。 ロックアウト後のNBAで、この件は一部の人々の間で、“サンダーは (NBA容認のもとで)実質的2人と特定選手として5年延長契約を行っているのか”どうかが取り沙汰された。

#### ケビン・デュラント・ルール
2017年のCBAでは、ベテラン選手に対して特定選手契約を結ぶことができるようになった。これを"Designated Veteran Player Extension" (DVPE)と呼ぶ。 2016年にケビン・デュラントがフリー・エージェントからゴールデンステート・ウォリアーズに移籍した際に、今後ベテランのスタープレーヤーがフリー・エージェントで所属チームを離れてしまう動向を抑止するために2011年のCBAではできなかったマックス契約を盛り込んで策定されたため「ケビン・デュラント・ルール」とも称される。
NBAに8年から9年所属するベテラン選手で下記の条件を満たすことで契約できる。
- 延長契約を結ぶ直前のシーズン、あるいは直前3シーズン中2シーズンでオールNBAチーム(1st,2nd,3rd問わず)に選出された場合。
- 延長契約を結ぶ直前のシーズン、あるいは直前3シーズン中2シーズンでNBA最優秀守備選手（DDPY）に選出された場合。
- 直前3シーズンでシーズン MVPに選出された場合。

これに加えて、チームがドラフト指名でルーキー契約を結んだ選手か、ルーキー契約時にトレードで獲得した選手である必要がある。
対象プレーヤーは契約時点でサラリーキャップの30～35%で契約でき、それまでの契約が終了後も、延長契約に関しては交渉が可能である。一旦DVPE契約を結んだプレーヤーは1年間トレードできない。

##### DVPEプレーヤー
2016-17シーズンのオールNBAチームの発表により4人のプレーヤーが2017年のオフシーズンにDVPEの基準を満たした。そのうちステフィン・カリーとラッセル・ウェストブルックは既に前シーズンに基準を満たしている。
- ステフィン・カリー(ゴールデンステート・ウォリアーズ)(2016年シーズンオフに基準をクリア済)
- ジェームズ・ハーデン(ヒューストン・ロケッツ)2017年基準をクリア
- ジョン・ウォール (ワシントン・ウィザーズ)2017年基準をクリア
- ラッセル・ウェストブルック (オクラホマシティ・サンダー)(2016年シーズンオフに基準をクリア済)

ハーデンとウェストブルックは2016年のオフシーズンにハーデンは2年、ウェストブルックは1年、契約を延長しているため標準的なDVPEとはならないが、プレーヤーユニオンとオーナーの間で協議し、DVPE契約を適用できるとした。

##### DVPE契約
初のDVPE契約は、ステフィン・カリーの5年2億1000万ドルのスーパーマックス契約であり、2021-22シーズンまで継続する。カリーは2017年モラトリアム期間明けの7月6日に契約した。
程なくして、ハーデンがヒューストン・ロケッツと2022-23までのDVPE契約を結んだ。ハーデンの契約は2年5900万ドルが残っていたが、4年まで延長し別途1億7000万ドルが加算される。
次のDVPE契約は7月末にジョン・ウォールが4年延長1億7000万ドルで2019-20シーズンから始まる。
9月末にはラッセル・ウェストブルックが2017年オフシーズンでは最後のDVPE契約を結び、5年2億500万ドルの延長契約が2018-19から始まる。

### ルーキー契約
- ドラフト1巡目選手

NBAドラフトで1巡目（1位〜30位）までに指名を受けた選手とは、順位により決められた金額の最大20%増で契約できる。通常4年の契約で、最後の2年はチーム・オプションと定められている。一定の期間内に、最大6年間の延長契約を結べるが、延長契約を結ばなかった選手には、クオリファイング・オファーを提示することになる。クオリファイング・オファーを受けた選手は、制限付きFAに、クオリファイング・オファーを受けなかった選手は、完全FAとなる。
- ドラフト2巡目選手

NBAドラフトで2巡目（31位〜60位）までに指名を受けた選手とは、最長で2年の契約を結ぶことが出来る。ほとんどは最低保証での契約となる。

#### ルーキー・スケール・サラリー
1巡目指名選手のサラリーは順位により金額は決められており、上位指名の選手ほど、より多い金額を受け取ることができる。通常4年の契約で、最後の2年はチーム・オプションと定められている。
| 2005年のルーキースケールサラリー \| 全体指名(2005) \| ベース・サラリー \| \| -------------------------------- \| ---------------- \| \| 1st (アンドリュー・ボーガット) \| $3,617,100 \| \| 2nd (マーヴィン・ウィリアムス) \| $3,236,600 \| \| 3rd (デロン・ウィリアムス) \| $2,906,200 \| \| 4th (クリス・ポール) \| $2,606,200 \| \| 5th (レイモンド・フェルトン) \| $2,372,800 \| \| 6th (マーテル・ウェブスター) \| $2,155,100 \| \| 7th (チャーリー・ヴィラヌエヴァ) \| $1,967,400 \| \| 8th (チャニング・フライ) \| $1,802,400 \| \| 9th (アイク・ディオグ) \| $1,656,800 \| \| 10th (アンドリュー・バイナム) \| $1,573,900 \| \| 11th (フラン・バスケス) \| $1,495,200 \| \| 12th (ヤロスラフ・コロレフ) \| $1,420,400 \| \| 13th (ショーン・メイ) \| $1,349,400 \| \| 14th (ラシャード・マキャンツ) \| $1,282,000 \| | 2013年のルーキースケールサラリー | 2017年のルーキースケールサラリー |
| 全体指名(2005) | ベース・サラリー                 |                                  |
| 1st (アンドリュー・ボーガット) | $3,617,100                       |                                  |
| 2nd (マーヴィン・ウィリアムス) | $3,236,600                       |                                  |
| 3rd (デロン・ウィリアムス) | $2,906,200                       |                                  |
| 4th (クリス・ポール) | $2,606,200                       |                                  |
| 5th (レイモンド・フェルトン) | $2,372,800                       |                                  |
| 6th (マーテル・ウェブスター) | $2,155,100                       |                                  |
| 7th (チャーリー・ヴィラヌエヴァ) | $1,967,400                       |                                  |
| 8th (チャニング・フライ) | $1,802,400                       |                                  |
| 9th (アイク・ディオグ) | $1,656,800                       |                                  |
| 10th (アンドリュー・バイナム) | $1,573,900                       |                                  |
| 11th (フラン・バスケス) | $1,495,200                       |                                  |
| 12th (ヤロスラフ・コロレフ) | $1,420,400                       |                                  |
| 13th (ショーン・メイ) | $1,349,400                       |                                  |
| 14th (ラシャード・マキャンツ) | $1,282,000                       |                                  |

2014-2015シーズンのルーキー・スケール・サラリー
- 1巡目指名選手はルーキー・スケール・サラリーの最低80%、最高120%で契約できる。[35]

| 指名順位 | 1年目サラリー | 2年目サラリー | 3年目オプションサラリー | 4年目オプション 3年目からの上昇％ | クオリファイング・オファー 4年目からの上昇％ |
| -------- | ------------- | ------------- | ----------------------- | --------------------------------- | -------------------------------------------- |
| 1        | $4,592,200    | $4,798,900    | $5,005,500              | 26.1%                             | 30.0%                                        |
| 2        | $4,108,800    | $4,293,700    | $4,478,600              | 26.2%                             | 30.5%                                        |
| 3        | $3,689,700    | $3,855,800    | $4,021,800              | 26.4%                             | 31.2%                                        |
| 4        | $3,326,700    | $3,476,400    | $3,626,100              | 26.5%                             | 31.9%                                        |
| 5        | $3,012,500    | $3,148,100    | $3,283,600              | 26.7%                             | 32.6%                                        |
| 6        | $2,736,100    | $2,859,200    | $2,982,400              | 26.8%                             | 33.4%                                        |
| 7        | $2,497,800    | $2,610,200    | $2,722,600              | 27.0%                             | 34.1%                                        |
| 8        | $2,288,200    | $2,391,200    | $2,494,200              | 27.2%                             | 34.8%                                        |
| 9        | $2,103,500    | $2,198,100    | $2,292,800              | 27.4%                             | 35.5%                                        |
| 10       | $1,998,200    | $2,088,100    | $2,178,000              | 27.5%                             | 36.2%                                        |
| 11       | $1,898,300    | $1,983,700    | $2,069,200              | 32.7%                             | 36.9%                                        |
| 12       | $1,803,400    | $1,884,600    | $1,965,700              | 37.8%                             | 37.6%                                        |
| 13       | $1,713,200    | $1,790,300    | $1,867,400              | 42.9%                             | 38.3%                                        |
| 14       | $1,627,600    | $1,700,900    | $1,774,100              | 48.1%                             | 39.1%                                        |
| 15       | $1,546,100    | $1,615,700    | $1,685,200              | 53.3%                             | 39.8%                                        |
| 16       | $1,468,900    | $1,535,000    | $1,601,100              | 53.4%                             | 40.5%                                        |
| 17       | $1,395,400    | $1,458,200    | $1,521,000              | 53.6%                             | 41.2%                                        |
| 18       | $1,325,600    | $1,385,300    | $1,444,900              | 53.8%                             | 41.9%                                        |
| 19       | $1,266,000    | $1,322,900    | $1,379,900              | 54.0%                             | 42.6%                                        |
| 20       | $1,215,300    | $1,270,000    | $1,324,700              | 54.2%                             | 43.3%                                        |
| 21       | $1,166,700    | $1,219,200    | $1,271,700              | 59.3%                             | 44.1%                                        |
| 22       | $1,120,100    | $1,170,500    | $1,220,900              | 64.5%                             | 44.8%                                        |
| 23       | $1,075,300    | $1,123,700    | $1,172,100              | 69.7%                             | 45.5%                                        |
| 24       | $1,032,200    | $1,078,700    | $1,125,100              | 74.9%                             | 46.2%                                        |
| 25       | $991,000      | $1,035,600    | $1,080,200              | 80.1%                             | 46.9%                                        |
| 26       | $958,100      | $1,001,200    | $1,044,300              | 80.3%                             | 47.6%                                        |
| 27       | $930,500      | $972,300      | $1,014,200              | 80.4%                             | 48.3%                                        |
| 28       | $924,800      | $966,400      | $1,008,000              | 80.5%                             | 49.0%                                        |
| 29       | $918,000      | $959,400      | $1,000,700              | 80.5%                             | 50.0%                                        |
| 30       | $911,400      | $952,400      | $993,400                | 80.5%                             | 50.0%                                        |

## フリーエージェント
フリーエージェント(FA)には制限なしFA(UFA=Unrestricted Free Agent)と制限付きFA(RFA=Restricted Free Agent)の2種類がある。

### 制限なしフリーエージェント
制限なしFAの選手は、所属していたチームの制限を受けることなく、どのチームとも自由に契約できる。

### 制限付きフリーエージェント
制限付きFAの選手は、現チームの権利を放棄させることができる場合がある。これは選手が他チームのオファーシートにサインできることを意味する。しかし、契約の優先権は現チームにあり、現チームはオファーシートにマッチ(同様の契約条件を提示)することで選手を保持する権利を有する。オファーシートとは、制限付きFAの選手に対して他チームが最低2年の契約を提示するものである 。現チームは3日以内にオファーシートにマッチするか、権利放棄するか決定する必要がある。2011年以前の CBAでは7日間の猶予があった。
選手が制限付きFAとなるのは、ドラフト1巡目の選手に対してチームがオプションを行使し、ルーキースケール契約の4年目が終了した時点でクオリファイングオファーを提示した場合である。この場合、チームは4年目の額に一定の割合を上乗せした額でクオリファイングオファーをしなければならない。
それ以外には、リーグの在籍年数が3年以下の選手に対してチームがクオリファイングオファーを提示した場合も制限付きFAとなる。この場合、チームは前年のサラリーの125%あるいはミニマムサラリープラス$200,000のいずれか高い方でクオリファイングオファーをしなければならない。

#### ギルバート・アリーナス・ルール
現チームがオファーシートにマッチできないケースを減らすため、リーグ在籍2年以下の制限付きFAの選手に対して他チームが提示できるオファーには制約がある。1年目のサラリーはミドルレベル条項を超えない額で、2年目のサラリーの上昇率は最大4.5%までである。3年目はサラリーキャップを超えない額に限定される。4年目のサラリーは、3年目の4.1%まで増減することができる。オファーシートは、もしも最初の2年までで最高のサラリーを支払えるのであれば、契約はすべて保証でありボーナスを含まず、3年目のみ増額が可能となる。つまり、現チームはアーリー・バード条項か、ミドルレベル条項でオファーシートにマッチすることが可能である。これをギルバート・アリーナス条項という。
2005年CBA以前は、現チームは1巡目指名選手のみに例外条項を適用できたが、2005年CBA以降は、1巡目指名選手以外に対しても例外条項の適用が可能となった。これは2001年の2巡目指名だったギルバート・アリーナスに提示されたオファーに対して、所属チームであるゴールデンステート・ウォリアーズがサラリーキャップを超過するためにマッチすることができず、ギルバート・アリーナスがワシントン・ウィザーズと6年6000万ドルの契約を結ぶことになった件と深い関わりがある。

#### ポイズンピル
3年目の上昇が初年度の4.5%より大きい場合、オファーするチームは契約全体の年度平均額でキャップに合わせることができなければならないのに対し、元のチームでは、年度ごとに実際のサラリーがそれぞれキャップに計上されなければならなかった。このことを利用して、オファーするチームは、マッチしようとする元のチームにとってのポイズンピルとも言える3年目のサラリー計上によってラグジュアリータックスを生じさせるオファーを仕掛けて、マッチする意欲を削ぐ事ができた。
ヒューストン・ロケッツは、ニューヨーク・ニックス と シカゴ・ブルズからジェレミー・リンとオメル・アーシュクを獲得するためにこの手法を用い、ブルズとニックスがオファーシートにマッチする意欲を削いだ。2017年CBAでは、元のチームは契約全体の年度平均額と年度ごとの実際のサラリーのどちらかを選択できるようになった。

### ドラフト外フリーエージェント
基本アメリカのプロスポーツのドラフトでは前シーズンの勝率および順位が悪いチームから (一部ロッタリー制度などもある)カレッジ・バスケのアマチュア選手や海外リーグ出身などのアーリーエントリーした選手を指名していくが 、アーリーエントリーしたものの、どのチームからも指名されなかった場合、その選手は無制限フリーエージェントとなり、FA解禁後どのチームとも自由に契約を結ぶことができる。この場合ルーキースケール契約でなく、通常の契約となる。他にもツーウェイ契約などでロスター入りも可能である。

### ジュライ・モラトリアム
シーズン終了時点のロースタープレーヤーは、FAが解禁となる7月1日まで、前所属チームの契約下にある。
7月1日から、チームはFA選手との交渉を開始することができるが、この時点では次シーズンのサラリーキャップが決定されておらず、トレードを確定できず、殆どのFA選手と契約ができない。
FA解禁日の7月1日から、次シーズンのサラリーキャップがリーグと選手会によって決定されるまでの期間をジュライ(7月)・モラトリアム(支払猶予期間)と呼ぶ。2015年までは7月1日から7月11日であったが、2016年に7月1日から7月6日に改定された。これはロサンゼルス・クリッパーズ所属のデアンドレ・ジョーダンが2015年のモラトリアム期間中にダラス・マーベリックスと口頭合意したものの、モラトリアム終了直前でジョーダンが思い直し、結局クリッパーズと契約を更新したことに端を発する。この行為自体は違反ではないがマーベリックスは構想を考え直さなければならなくなり、ジョーダンがクリッパーズと契約したことを知ったマーベリックス側が何度も本人と連絡を取ろうとしたが一切電話に出ず、またその後本人から何の連絡もなかったことは道徳心に欠けると非難された。結果、翌年NBAとNBA選手組合はモラトリアム期間短縮で合意することとなった。
従って、この期間に行う事ができるのは、次の事項に限定される。
- 1巡目指名選手のルーキースケールでの契約。
- 2巡目指名選手のチームが交渉権を維持するために必要な1年契約の申し出の受理。
- 制限付きFA選手の前所属チームからのクオリファイングオファーの受理。
- ルーキースケール契約の4シーズンを終えた制限付きFA選手に対するマキシマムクオリファイングオファーの受理。ただし、実際の総額はモラトリアム終了まで決定されない。
- ミニマムサラリーでの1年、あるいは2年契約[11]
- ツーウェイ契約の締結、ツーウェイ契約の標準契約への変更、エグジビット10契約のツーウェイ契約への変更

モラトリアム期間中、チームは交渉内容を公表することを禁じられている。2015年のモラトリアム期間中に、FAに関してコメントを出したとして、ダラス・マーベリックスオーナーのマーク・キューバンはリーグから$25,000の制裁金を課されている。モラトリアム期間終了後に契約締結が公表される。

### キャップ・ホールド
7月1日にFAとなる選手の契約が終了していても、モラトリアム以降に、その選手の新規契約が決まるか、権利放棄されるまでの間は、一時的に規定の金額をキャップに計上しておく必要がある。その仮のキャップ計上金額をキャップ・ホールドと呼ぶ。新規契約の締結、あるいは権利放棄後解消される。それぞれのFAについて、下記のようにキャップホールド額が算定される。唯一の例外は、ミニマム(最低)サラリーであったFAでキャップホールドはない。
- バード権フリーエージェント:
  - ルーキー契約終了後以外のいわゆるベテランで、平均サラリー以上と推定されるFA・・・前年度の150%[47]
  - ルーキー契約終了後以外のいわゆるベテランで、平均サラリー未満と推定されるFA・・・前年度の190%
  - ルーキー契約4年目終了後の平均サラリー以上と推定されるFA・・・前年度の250%
  - ルーキー契約4年目終了後の平均サラリー未満と推定されるFA・・・前年度の300%
  - ルーキー契約3年目終了後のFA・・・バード例外条項を用いてチームが払える最高額
- アーリー・バード権フリーエージェント:
  - ルーキー契約2年目終了後のフリーエージェント・・・アーリー・バード例外条項を用いてチームが支払える最高額
  - 上記以外のアーリーバード権を有する場合・・・前年度サラリーの130%
- ノン・バード権フリーエージェント
  - 前年のサラリーの120%

- 未契約のドラフト1巡目指名選手
  - ルーキースケールの120%

## サイン・アンド・トレード
選手とチーム間の契約履行形態の一つであり、リーグとNBA選手組合との間での取り決め(CBA)に基づいている。制限なしのフリーエージェント選手が、あるチームと契約を締結した後に、その選手の希望する他のチームへトレードされる場合である。サイン・アンド・トレードは、最終的にトレードで獲得するチームがより高額のサラリーで選手にオファーする場合と、チームが通常より、より長期に亘ってNBAサラリーキャップを保持したい場合に行われる。

## 10日間契約
10日間あるいは、契約後3試合に限定し結ぶ契約で、チームは、1人のフリーエージェント選手、或はNBADリーグ選手について、1シーズンの間で2回まで10日間契約を結ぶことがでる。契約満了の如何にかかわらず、その選手とはこれ以上の10日間契約はできない。選手をその後も保持するためには残りのシーズンすべてで契約する必要がある。チームは、ロースター人数を超える10日間契約を結ぶことはできない。各シーズンの1月5日（休日の場合は次営業日）から利用でき、選手が有用であれば、そのまま契約し、不要と判断されれば、ウェイブする。チームは、ウェイブされた選手以外と改めて10日間契約を結ぶことができる。他のチームはウェイブされた選手と新規に10日間契約を結ぶことができる。
1980年代初期にNBAとCBAは、NBAがCBAの選手と10日間契約を結べることができるという協定を結んでいた。10日間が過ぎるとさらに第2の10日間契約を結ぶことができ、その期間を過ぎると次は選手をCBAに戻すかシーズン後まで契約を結ばなければならなかった。このように、かつてはNBA公認の選手育成リーグだったCBAは、現在はこのような協定は結んでいない。

## ツーウェイ契約
NBAチームと下部リーグであるNBAゲータレード・リーグ（Gリーグ）の提携チームが、選手と双方向（2ウェイ）に結ぶことが可能な契約。2017CBAで2017-18シーズンから、提携するチームと選手との間で締結することが可能となった。これによりデベロップメントリーグで育成中の選手を他のチームに奪われることは無くなる。契約を結ぶ資格はNBA経験が4年以下の選手に限られる。
NBAの各チームは2名まで、2ウェイ契約選手を保有することができ、ロースター(支配下選手)は17名までとなる。2023CBAで2023-24シーズンから３名までになり、ロースターは18名までとなった。2ウェイ契約選手は、NBAのロースターに最高45日まで入ることができる。この45日とは試合当日の他に、移動および練習による帯同も含まれる。ただし協定によって、Gリーグのキャンプ前とレギュラーシーズン終了後は45日に含まれないので、その期間は日数を消化せずNBAチームに帯同することが可能である。選手は75,000ドルが保証され、NBAチームのロースターに入った日数に応じて最高で275,000ドルが支給される。これらはサラリーキャップには計上されない。ツー・ウェイ契約は最大2シーズンまで継続でき、チームはツー・ウェイ契約後、プレーヤーを制限付きFAとし次シーズンに通常の契約を結ぶ事もできる。
ただし2ウェイ・プレーヤーは契約しているNBAチームのプレーオフに参加することはできない。チームが当該選手をプレーオフのロスターに入れるには、ツー・ウェイ契約から通常の契約に切り替え、15人のロスターに含める必要がある。

## エグジビット10契約
2017年のCBAで、ツー・ウェイ契約に関連して紹介されたのがエグジビット10契約である。エグジビット10契約は、主にシーズン開幕前のトレーニングキャンプ契約で使われ、無保証で1年限定のチームオプションのミニマム契約であり、ツー・ウェイ契約に移行するか、あるいはウェイブするかを選択できる。ツー・ウェイ契約に移行後に最低60日所属後した場合、最大５万ドルのボーナスが支給される。 ボーナスはサラリーキャップにはカウントされないが、リーグの総サラリーには計上される。エグジビット10は各チーム6契約に限定される。

## トレーニングキャンプ契約
開幕ロスターの当落線上にいるプレーヤー、アフィリエイト・チームのプレーヤーとしてGリーグチームでプレーすることが前提となる契約で、トレーニングキャンプから レギュラーシーズン開幕前までの期間にウェイブし、アフィリエイトチームにアサインされる可能性が高い選手と交わす契約。

## サマー・リーグ契約
サマーリーグ期間中に交わす契約で、レギュラーシーズンが開幕するまではチームサラリーに計上されず、サラリーの支払いも一切保証されない無保証契約であり、自チームのFAに対しては1年ミニマムの契約のみ提示できる。開幕ロスターに当該選手を登録する場合、選手サラリー分のキャップスペース・エクセプションが必要となる。

## バイアウト
チームとプレーヤー間のサラリー契約を契約完了前に早期解約すること。NBAバイアウトルールに準じて、1チームあたり、1年間の間で、1人のプレーヤーに限り行使することができる。バイアウトされたプレーヤーは、制限なしFAとなる。

## 例外条項

### ラリー・バード例外条項
NBAサラリーキャップにおける例外として最もよく知られている条項が、ラリー・バード例外条項である。この例外が許可された初めてのケースが、ボストン・セルティックスによって、80年代にリーグを代表する活躍をしたラリー・バードをチームに残留させようとリーグに働きかけがあり、再契約時に適用されたことに由来している。この例外が適用されるフリーエージェントは、CBAで、クオリファイング・ベテラン・フリーエージェントあるいは、バード・フリーエージェントと呼ばれ、ベテラン・フリーエージェント例外に分類されている。従って、ルーキー契約からの資格取得は出来ない。実質的に、ラリーバード例外条項は、チームが、所属するフリーエージェントに対してキャップを超えて上限額で再契約できるように配慮したものである。バード・フリーエージェント資格を得るには、ウェーブや移籍を経ずに、3シーズン、同一チームでプレーした後、フリーエージェントとなる事が必要である。
有資格プレーヤーはアムネスティを告示された後、バード例外で新チームとの契約が可能となる。ウェイバー告示された場合は、バード例外の資格がなく、アーリー・バード例外扱いとなる。2012年6月に裁定人により規則化されるまで、ウェーブ後に新チームに移る際にはバード資格を失うとされていた。このことは、プレーヤーが所属チームで3年契約、あるいは3回連続の1年契約、または別の組み合わせの契約で3年間プレーすれば、バード資格を得ることができることを意味する。またバード資格を有したプレーヤーがトレードされることは、バード例外適用権が、プレーヤーと共にトレードされ、新チームがバード例外を適用してこのプレーヤーと契約できることをも意味する。バード例外を適用した契約は2005年のCBAでは、最長6年までとされていたが、2011年のCBAで、契約は最長5年までに改定された。

### アーリー・バード例外条項
ラリー・バード例外条項を一回り小さくした条項がアーリー・バード例外条項で、この例外が適用されるフリーエージェントは、CBAで、アーリー・クオリファイング・ベテラン・フリーエージェントと呼ばれ、2年間同じチームでプレーした選手である。また、バード資格を有したプレーヤーがウェーブあるいはトレードされる場合も、アーリー・バード例外が適用可能である。この例外を適用して契約する場合には、サラリーキャップを超えていても、その選手の前年度の年俸の175%、またはリーグの平均年俸のどちらか大きい方の額で再契約できる。最低2年、最長4年の間で、複数年契約を結ぶ必要がある。 プレーヤーは、アーリー・バード資格が消滅するトレードを拒否することができる。この事例として、デヴィン・ジョージが2007-08シーズン中の複数トレードでダラス・マーベリックスからニュージャージー・ネッツへの移籍の一部とされたのを拒否した件が挙げられる。

### ノン・バード例外条項
ラリー・バード例外条項、アーリー・バード例外条項に該当しない、ノン・クオリファイング・フリーエージェント(無資格FA)に対する例外条項で、前シーズンのサラリーの120%か、ミニマム・サラリーの120%のいずれか大きい額で契約することができる。2005年CBAでは最長6年契約ができたが、2011年CBAで、最長4年契約に改定された。

### ミッドレベル例外条項
1年に1度、チームはミッド・レベル・エクセプション(MLE)を使って、1プレーヤーと、区分に規定されたマックス金額までで1契約を締結できる。MLEの合計と継続期間は、チームのキャップ状況に依存する。MLEは当初、キャップを超えているか、契約によって超えるチームで、500万ドル4年契約までに設定されていた。しかしラグジュアリータックスラインを超えないか超過が400万ドル未満の場合は、500万ドルまでで、ラグジュアリータックスを400万ドル以上超えるチームは300万ドル3年契約までに設定されている。キャップに空きのあるチームは以前はMLEを適用できなかったが、改訂後 250万ドル2年契約までとなった。MLEは2012-13シーズンまで開始時点のレベルに凍結されていたが、それ以降、1シーズンごとに3%上昇している。
区分は全て適用後に決定される。
2014-15シーズンの MLE は以下の区分で適用される
- $530.5 万ドル： キャップに空きがないがタックスラインは超えていないか超過が400万ドル未満のチーム :下表 - Non Tax
- $327.8 万ドル： タックスラインを400万ドル以上超えているチーム:下表 - Tax
- $257.5 万ドル： キャップに空きのあるチーム:下表 - Room

タックスラインを超えているチーム、キャップに空きのあるチームがミッド・レベル・エクセプションを適用するとバイアニュアル・エクセプションは使用できない。
2011年 CBA以前、MLEはキャップを超えているすべてのチームの平均サラリーに等しかった。また、キャップに空きのあるチームは以前はMLEを適用できなかった。 2008-09シーズンの MLE(ミッド・レベル・エクセプション)は 558.5 万ドルで、2009-10シーズンでは585.4 万ドルであった。
| シーズン | 初年度サラリー限度額 |
| -------- | -------------------- |
| 2011-12  | $500.0万             |
| 2012-13  | $500.0万             |
| 2013-14  | $515.0万             |
| 2014-15  | $530.5万             |
| 2015-16  | $546.4万             |
| 2016-17  | $562.8万             |
| 2017-18  | $579.7万             |
| 2018-19  | $597.1万             |
| 2019-20  | $615.0万             |
| 2020-21  | $633.5万             |

| シーズン | 初年度サラリー限度額 |
| -------- | -------------------- |
| 2011-12  | $300.0万             |
| 2012-13  | $309.0万             |
| 2013-14  | $318.3万             |
| 2014-15  | $327.8万             |
| 2015-16  | $337.6万             |
| 2016-17  | $347.7万             |
| 2017-18  | $358.1万             |
| 2018-19  | $368.8万             |
| 2019-20  | $379.9万             |
| 2020-21  | $391.3万             |

| シーズン | 初年度サラリー限度額 |
| -------- | -------------------- |
| 2011-12  | $250.0万             |
| 2012-13  | $257.5万             |
| 2013-14  | $265.2万             |
| 2014-15  | $273.2万             |
| 2015-16  | $281.4万             |
| 2016-17  | $289.8万             |
| 2017-18  | $298.5万             |
| 2018-19  | $307.5万             |
| 2019-20  | $316.7万             |
| 2020-21  | $326.2万             |

### バイアニュアル例外条項
この条項を適用後に、タックスラインを超えないかあるいは、超過が$400万ドル未満であれば、サラリーキャップを超えていてもFA選手と契約できるという例外条項で、1999年CBAでは1年目の限度額を基に100万ドル例外条項と呼ばれていたが、金額が毎年変化するため現在の名称に変更された。この条項は上限額以内であれば複数選手との契約に分割し使用することが可能だが、2年続けて使うことができないという決まりがある。また既にミッド・レベル・エクセプション-Tax、ミッド・レベル・エクセプション- Roomを適用している場合は使用できない。
この条項を使用しての契約は最長2年、年毎の昇給限度は4.5%とされている。
この条項は一旦適用してしまうと、タックスラインを超えないか、超過が$400万ドル未満であることをシーズン終了まで維持する必要があり、ハードキャップ状態に陥るので適用の難しい条項である。
バイアニュアル・エクセプションの例としてはロサンゼルス・レイカーズがカール・マローンと2003–04シーズン前に締結した契約を挙げる事ができる。
この例外条項は2011年のロックアウト時には、タックスラインを超えていたチームは適用できなかった。
| シーズン | 初年度サラリー限度額 |
| -------- | -------------------- |
| 2011-12  | $190.0万             |
| 2012-13  | $195.7万             |
| 2013-14  | $201.6万             |
| 2014-15  | $207.7万             |
| 2015-16  | $213.9万             |
| 2016-17  | $220.3万             |
| 2017-18  | $226.9万             |
| 2018-19  | $233.7万             |
| 2019-20  | $240.7万             |
| 2020-21  | $247.9万             |

### 1ミリオンドル・例外条項
バイアニュアル例外条項の1999年CBA時代の名称
この例外条項は、1999年 CBAで、初年度のみが"$100 万ドルであったにもかかわらず、"100 万ドル例外条項"と呼ばれていた。

### ミニマム・サラリー例外条項
チームは、キャップを超えていても、NBAのミニマム(最低)サラリーであれば、2年を上限に契約することができる。2年契約の場合は、2年目のシーズンのサラリーはそのシーズンのミニマムサラリーでなければならない。契約は、ボーナスを含むことはできない。この例外条項は、ミニマムサラリーの選手をトレードで獲得した場合も適用され、人数の制限もない。
| 経験年数 | 2011-2012  | 2012-2013  | 2013-2014  | 2014-2015  | 2015-2016  | 2016-2017  |
| -------- | ---------- | ---------- | ---------- | ---------- | ---------- | ---------- |
| 0        | $473,604   | $473,604   | $490,180   | $507,336   | $525,093   | $543,471   |
| 1        | $762,195   | $762,195   | $788,872   | $816,482   | $845,059   | $874,636   |
| 2        | $854,389   | $854,389   | $884,293   | $915,243   | $947,276   | $980,431   |
| 3        | $885,120   | $885,120   | $916,099   | $948,163   | $981,348   | $1,015,696 |
| 4        | $915,852   | $915,852   | $947,907   | $981,084   | $1,015,421 | $1,050,961 |
| 5        | $992,680   | $992,680   | $1,027,424 | $1,063,384 | $1,100,602 | $1,139,123 |
| 6        | $1,069,509 | $1,069,509 | $1,106,942 | $1,145,685 | $1,185,784 | $1,227,286 |
| 7        | $1,146,337 | $1,146,337 | $1,186,459 | $1,227,985 | $1,270,964 | $1,315,448 |
| 8        | $1,223,166 | $1,223,166 | $1,265,977 | $1,310,286 | $1,356,146 | $1,403,611 |
| 9        | $1,229,255 | $1,229,255 | $1,272,279 | $1,316,809 | $1,362,897 | $1,410,598 |
| 10+      | $1,352,181 | $1,352,181 | $1,399,507 | $1,448,490 | $1,499,187 | $1,551,659 |

| 経験年数 | 2017-2018   | 2018-2019   | 2019-2020  | 2020-2021  | 2021-2022  | 2022-2023  | 2023-2024  |
| -------- | ----------- | ----------- | ---------- | ---------- | ---------- | ---------- | ---------- |
| 0        | $815,615    | $823,771    | $864,960   | $908,208   | $953,618   | $1,001,299 | $1,051,364 |
| 1        | $1,312,611  | $1,325,7375 | $1,392,024 | $1,461,625 | $1,534,707 | $1,611,442 | $1,692,014 |
| 2        | $1,471,382  | $1,486,096  | $1,560,401 | $1,638,421 | $1,720,342 | $1,806,359 | $1,896,677 |
| 3        | $1,524,305  | $1,539,548  | $1,616,526 | $1,697,352 | $1,782,219 | $1,871,330 | $1,964,897 |
| 4        | $1,577,230  | $1,593,002  | $1,672,652 | $1,756,285 | $1,844,099 | $1,936,304 | $2,033,120 |
| 5        | $1,709,538  | $1,726,633  | $1,812,965 | $1,903,613 | $1,998,794 | $2,098,734 | $2,203,671 |
| 6        | $1,841,849  | $1,860,268  | $1,953,281 | $2,050,945 | $2,153,492 | $2,261,167 | $2,374,225 |
| 7        | $1,974,1597 | $1,993,901  | $2,093,596 | $2,198,275 | $2,308,189 | $2,423,599 | $2,544,779 |
| 8        | $2,106,470  | $2,127,535  | $2,233,911 | $2,345,607 | $2,462,887 | $2,586,032 | $2,715,333 |
| 9        | $2,116,955  | $2,138,125  | $2,245,031 | $2,357,282 | $2,475,146 | $2,598,904 | $2,728,849 |
| 10+      | $2,328,652  | $2,351,939  | $2,469,535 | $2,593,012 | $2,722,663 | $2,858,796 | $3,001,736 |

### ルーキー例外条項
チームが、1st.ラウンド指名選手とルーキースケールサラリー契約する際には、キャップを超過しても契約できる。

### トレード・プレーヤー例外条項
チームが、獲得選手より高額なサラリーのプレーヤーをトレードで放出する場合(これ以降"トレード #1"と記述)、トレード・エクセプション(トレード・プレーヤー例外)を得ることができる。トレード・エクセプションは、チームが1年に限り、別のトレード(トレード #2, #3,など)で、放出選手より高額なサラリーの選手を獲得した場合に、トレード #2, #3,など.での差額が、トレード #1での差額より、少ないか同額となる範囲で、適用できる。この例外はドラフト指名権をトレードする際に効果的である。指名権はサラリー額を持たないので、トレード・エクセプションを使用することがサラリーをマッチさせる唯一の方法となる。これによりサラリーバランスが取れていなくともトレードを可能にする。またチームがフリーエージェントを失うことに対して、後で適用するトレード・エクセプションを得るためにそのフリーエージェントに対しサイン・アンド・トレードを行ない相殺することが可能となる点でも効果的である。この例外は一人の選手のトレードでのみ適用でき、複数人トレードでは適用できないが、金銭、ドラフト指名権などを含めることは可能である。

### ディスエイブルド・プレイヤー例外条項
チームは、シーズンオフ、シーズン中、に負傷あるいは死亡などで今後のシーズンに出場が不可能となった選手に代えて、キャップを超えて契約することができる。
代替選手のサラリー上限は、出場不可能となった選手の50%か、タックスラインを超えていない場合のミッドレベルエクセプションサラリーの、いずれか低い方となる。この例外条項はNBA公認の医師の認定が必要となる。2005年の CBAでは5年間の適用ができたが、2011年の CBAで1年間のみの適用となった。 チームは複数の選手でこの例外を適用できる一方、1人のプレーヤに対して他の例外と組み合わせて適用することはできない。

### 復職
薬物関連の罪で解雇されたプレーヤーが再雇用される場合は、解雇したチームに解雇時のサラリーを上限として復職することが許される。
| 条項     | バード                          | アーリー・バード                | ノン・バード                         | ミッドレベル  | ミッドレベル | ミッドレベル | バイ・アニュアル | ルーキー                 | ミニマム     | ディスエイブルド        | 復帰                 |
| 条項     | バード                          | アーリー・バード                | ノン・バード                         | Non-TaxPlayer | TaxPlayer    | Room         | バイ・アニュアル | ルーキー                 | ミニマム     | ディスエイブルド        | 復帰                 |
| -------- | ------------------------------- | ------------------------------- | ------------------------------------ | ------------- | ------------ | ------------ | ---------------- | ------------------------ | ------------ | ----------------------- | -------------------- |
| 資格     | 3シーズン同チーム在籍自チームFA | 2シーズン同チーム在籍自チームFA | バード/アーリーバード以外自チームFA  | 全            | 全           | 全           | 全               | 1巡目指名選手            | 全           | 全                      | 元チームへの復帰選手 |
| 最低年数 | 1                               | 2                               | 1                                    | 1             | 1            | 1            | 1                | 2年とチームオプション2年 | 1            | 1                       | 1                    |
| 年数上限 | 5                               | 4                               | 4                                    | 4             | 3            | 2            | 2                | 2年とチームオプション2年 | 2            | 1                       | 4                    |
| 年俸上限 | マックス                        | 前年俸の175%以上or平均年俸      | 前年俸の120%以上orミニマム年俸の120% | 別表          | 別表         | 別表         | 別表             | ルーキースケールの120%   | ミニマム年俸 | 負傷選手の50%or平均年俸 | 元の年俸             |
| 昇給限度 | 7.5%                            | 7.5%                            | 4.5%                                 | 4.5%          | 4.5%         | 4.5%         | 4.5%             | 別表                     | 常にミニマム | N/A                     | 4.5%                 |
| 分割     | 不可                            | 不可                            | 不可                                 | 可            | 可           | 可           | 可               | 不可                     | 不可         | 不可                    | 不可                 |
| その他   |                                 |                                 |                                      |               |              |              | 2年連続不可      | オプション年以降制限付FA |              | NBA許容時               |                      |

## ミニマム・チーム・サラリー
サラリー・キャップでチーム・サラリーに上限が有る一方、下限も設定してあり、チームの総年俸は、そのシーズンのキャップに対して設定比率以上でなければならない。例えば、2014-2015シーズンでは、キャップが $63,065,000 で率が 0.9 なので、チームの最低総年俸は、$56,758,500 以上であることが必要となる。
最低額を下回った場合は、差額を在籍プレーヤーに分配し、ミニマム・チーム・サラリー額にしなければならない。また、海外チームにバイアウトした場合、その支出はチーム・サラリーには計上できない。
| シーズン     | 2011-2012      | 2012-2013      | 2013-2014      | 2014-2015      | 2015-2016      | 2016-2017      | 2017-2018      | 2018-2019      | 2019-2020      | 2020-2021      |
| ------------ | -------------- | -------------- | -------------- | -------------- | -------------- | -------------- | -------------- | -------------- | -------------- | -------------- |
| ミニマム     | キャップの 80% | キャップの 85% | キャップの 90% | キャップの 90% | キャップの 90% | キャップの 90% | キャップの 90% | キャップの 90% | キャップの 90% | キャップの 90% |
| 総サラリー額 | $4,643.5万     | $4,933.7万     | $5,281.1万     | $5,675.9万     | $6,300万       |                |                |                |                |                |

## トレード
- サラリーキャップを超過していないチームは、サラリー額に拘らず、トレード後に、キャップを$100,000超えない限り、トレードが可能である。
- サラリーキャップを超過しているチーム(あるいはトレード後に、キャップを$100,000超えるチーム)はトレードする場合、交換対象となる選手の年俸合計が125%+$100,000以内の選手でないと獲得できない。2011年のCBAでは、トレード後でもラグジュアリータックスレベルを超えないチームは、交換対象となる選手の年俸合計が150%+$100,000以内、あるいは100% + $500万 以内の選手でないと獲得できない。[7] これらには下限はない。
- オフシーズンに契約したフリーエージェントは、その年の12月15日以降、あるいは3ヶ月経過のどちらか遅い方まで、トレードできない。このルールは、フリーエージェントをトレード要員にさせないためである。ドラフトで獲得した選手のトレード一時禁止期間は30日である。
- トレードにより選手を獲得した選手をそのまま他の選手とトレードすることは可能であるが、チームが、複数の選手を組み合わせたい場合は60日待つ必要がある。
- デッドライン：レギュラーシーズン第16週の木曜日（通常2月）の東部時間午後3時

### 基準年補償(BYC)
新たな契約を締結後数ヶ月の選手は、基準年保証(Base Year Compensation, BYC)の対象者となる。BYCの目的はチームがトレード要員として、サラリーをマッチさせて選手と再契約するのを防ぐ事にある。(言い換えれば、サラリーは、プレーヤーの価値に基づきべきで、トレード価値には基づかないと言うことである。)BYC選手のトレード要員としての価値は 新サラリーの50%あるいは元のサラリーのいずれか高い方となる。BYC対象選手は元のチームと再契約し、20%以上の昇給があった選手である。また、チームがサラリーキャップを超えていない場合は対象とならない。2011年のCBAで、BYC対象プレーヤーは、1月15日までトレードすることができない。ただしサイン・アンド・トレードの場合は除外される。サイン・アンド・トレードでは、BYCは、出ていく方のサラリーのみに適用される。

## ウェイバー
NBAのチームは選手をウェイバー公示することで放出することができる。ウェイバーとなった選手はレギュラーシーズン中は48時間ウェイバーとしてとどまり、他のチームはその選手のサラリーを引き受け雇用することができる。この期間に契約ができなかった場合には、クリアード・ウェイバーと呼ばれ、フリーエージェントの扱いとなり、どのチームでも契約ができる。
ロックアウトなどを除く、通常のシーズンで、3月1日以降にウェイバー告示された選手は、プレーオフ・ロースターに入ることができない。

## 自由契約選手
保証された契約が残っている選手を放出/ウェィブしても、サラリーの支払いはそのチームが続けなければならないので、チームの総サラリーに含まれる。契約が保証された選手は在籍中はチームの総サラリーに含まれるが、夏季リーグなどへの参加で無保証(ノンギャランティ)契約の選手のサラリーは、レギュラーシーズンのロースターに残らない限り、総サラリーには含まれない。
他チームが、保証された契約を残している放出選手と契約した場合、（クリアード・ウェイバーにならない限り）、元のチームが支払うべき額を相殺の権利で減ずる(チームの歳出を下げる）ことが許されている。選手がNBAに限らず、どのプロチームと契約したとしても可能である。元のチームが相殺できる総額は、選手の新サラリーと1年分のベテランミニマム（選手が新人の場合、代わりにルーキーミニマム）との差の2分の1に限定される。

### ストレッチ・プロヴィジョン(支払期間延長策)
2005年と2011年両方のCBAでは、"ストレッチ(期間延長)"策を含んでいる。provision regarding payment of guaranteed money to waived players and its effect on the salary cap.ウェーブプレーヤーと、そのサラリーキャップへの影響に対して金銭を補償する
2005年のCBAでは、選手とチームは双方の合意に基づき保証されている残りのサラリーの支払いに関するスケジュールを修正することができ、保証されている残りのサラリーは、残りの契約年に均等に分割されるとされていた。
2011年のCBAでは、この仕組みを大幅に変更した。契約が2005年のCBAに基づく場合はそのままだが、2011年の場合は、ウェーブする際には保証されている残りのサラリーは、残りの契約年の2倍プラス1年を超えて分割ができる事になった。例えば1年1200万$の契約が残っている選手を解雇した場合、3シーズンに分割し、1シーズンあたり400万$の支払いが可能となった。

## アムネスティ条項
NBAのアムネスティ(特赦)条項は、フランチャイズ(球団)が、高額契約したプレーヤーのパフォーマンスが故障などに伴い著しく低下した場合に、その財務的影響を回避するために設けられたルールである。2011年のNBA団体協定(CBA)では、各フランチャイズは、2011-2012シーズンから2015-2016シーズンまでの間、いずれかのシーズンで1プレーヤーに限って行使することができる。ウェーブされたプレーヤーが得るサラリーの残高分は残るが、サラリーキャップ及びラグジュアリー・タックスには計上されない。各チームは、2011年〜2016年の間に、2011-2012シーズン以前に契約を結んだ1プレーヤーに限定して条項を1度だけ行使できる。。条項は、プレーヤーの移籍に関わるジュライ(7月)モラトリアム以降の7日間に行使できる。ロックアウトにより開幕が遅れた2011-12シーズンの場合、2011年12月9日から16日までであった。
最高額を入札したチームがプレーヤーを獲得する。獲得希望のチームがない場合はフリーエージェントとなる。サラリーキャップを超過しているチームはアムネスティプレーヤーを1人だけしか獲得することができず、フリーエージェントとなった場合は、オファーはベテランミニマム契約に制限される。。
アムネスティ行使は、ライバルチームが、明らかに低コストでアムネスティプレーヤーを獲得できる機会をうみだし、ウェーブしたチームが、プレーヤーに残りのサラリーを支払うことになる。
アムネスティ(特赦)条項は、2005年発効のNBA団体協定(CBA)に於けるアラン・ヒューストン・ルールが、元となっている。これは贅沢税を払うことになるチームが、高額契約を結んだ選手を自由契約とした場合に、その選手へのサラリーや、サラリーキャップは残るが、贅沢税を免除される規約である。オールスター出場選手でもあったヒューストンは、2001年7月ニックスと6年1億ドルの契約を結んだが、ひざの負傷で2003-2004シーズン32試合を欠場、2004年のオフシーズン、手術を拒否して、2004-2005シーズンは、わずか20試合の出場にとどまり、2005年10月17日、引退を表明した。ニックスは、2007年までの高額契約履行に加えタックスが課されるため、財務的影響を回避する必要があった。
2005年発効のCBAに於けるアラン・ヒューストン・ルールでは、2005-2006シーズンのNBAの開始時前までに1人のプレーヤーをウェーブすることができ、ラグジュアリータックスに計上されなかったが、2011年発効のCBAとは異なり、サラリーキャップには計上する必要があった。2005年のアムネスティ条項は冷笑的に"アラン・ヒューストンルール"と名付けられた。しかし、彼のチームであったニューヨーク・ニックスは、実際には彼に対しては行使せず、ジェローム・ウィリアムズに対し行使した。
| シーズン   | アムネスティ(特赦)条項を行使したシーズン                                                 |
| チーム     | アムネスティ(特赦)条項を行使したチーム                                                   |
| プレーヤー | チームよりアムネスティ(特赦)されたプレーヤー                                             |
| 次チーム   | アムネスティ(特赦)後に入団したチーム                                                     |
| 入札額     | ウェイバー告示の際に次チームにより提示された入札額。告示しない場合フリーエージェントに。 |
| *          | ウェイバー告示後に獲得したチーム (フリーエージェント移行ではない場合)                    |
| N/A        | 新チームに入札されなかったか、入団しなかったプレーヤー (例：引退)                        |

| シーズン | チーム                 | プレーヤー               | 次チーム                   | 入札額      | 註     |
| -------- | ---------------------- | ------------------------ | -------------------------- | ----------- | ------ |
| 2011–12  | Orlando Magic          | ギルバート・アリーナス   | Memphis Grizzlies          | N/A         |        |
| 2011–12  | Golden State Warriors  | チャーリー・ベル         | ジュヴェカセルタ           | N/A         |        |
| 2011–12  | New York Knicks        | チャウンシー・ビラップス | Los Angeles Clippers*      | $2,000,032  |        |
| 2011–12  | Cleveland Cavaliers    | バロン・デイビス         | New York Knicks            | N/A         |        |
| 2011–12  | New Jersey Nets        | トラビス・アウトロー     | Sacramento Kings*          | $12,000,000 |        |
| 2011–12  | Indiana Pacers         | ジェームズ・ポージー     | N/A (引退)                 | N/A         |        |
| 2011–12  | Portland Trail Blazers | ブランドン・ロイ         | Minnesota Timberwolves     | N/A         |        |
| 2012–13  | Philadelphia 76ers     | エルトン・ブランド       | Dallas Mavericks*          | $2,100,000  | [ 70 ] |
| 2012–13  | Minnesota Timberwolves | ダーコ・ミリチッチ       | Boston Celtics             | N/A         | [ 71 ] |
| 2012–13  | Dallas Mavericks       | ブレンダン・ヘイウッド   | Charlotte Bobcats*         | $2,000,500  | [ 72 ] |
| 2012–13  | Houston Rockets        | ルイス・スコラ           | Phoenix Suns*              | $13,500,000 | [ 73 ] |
| 2012–13  | Phoenix Suns           | ジョシュ・チルドレス     | Brooklyn Nets              | N/A         | [ 74 ] |
| 2012–13  | Washington Wizards     | アンドレイ・ブラッチ     | Brooklyn Nets              | N/A         | [ 75 ] |
| 2012–13  | Denver Nuggets         | クリス・アンダーセン     | Miami Heat                 | N/A         | [ 76 ] |
| 2012–13  | Los Angeles Clippers   | ライアン・ゴメス         | アートランド・ドラゴンズ   | N/A         | [ 77 ] |
| 2013–14  | Los Angeles Lakers     | メッタ・ワールド・ピース | New York Knicks            | N/A         | [ 78 ] |
| 2013–14  | Charlotte Bobcats      | タイラス・トーマス       | N/A                        | N/A         | [ 79 ] |
| 2013–14  | Milwaukee Bucks        | ドリュー・グッデン       | Washington Wizards         | N/A         | [ 80 ] |
| 2013–14  | Toronto Raptors        | リナス・クレイザ         | フェネルバフチェ・ユルケル | N/A         | [ 81 ] |
| 2013–14  | Miami Heat             | マイク・ミラー           | Memphis Grizzlies          | N/A         | [ 82 ] |
| 2014–15  | Chicago Bulls          | カルロス・ブーザー       | Los Angeles Lakers*        | $3,200,000  | [ 83 ] |

*未行使チーム：アトランタ・ホークス、ボストン・セルティックス、デトロイト・ピストンズ、

サンアントニオ・スパーズ、ニューオーリンズ・ペリカンズ、メンフィス・グリズリーズ、オクラホマシティ・サンダー、サクラメント・キングス、ユタ・ジャズ
Note
1. ↑  ポージーは次チーム決定前にNBAから引退した。
2. ↑  ロイは膝の故障によりアムネスティ行使により一度引退したが、再度NBAに復帰している。

## ラグジュアリー・タックス
ソフト・キャップがチームに対して、例外条項を適用してのキャップ超過を許容することで、実質的キャップは結果的に上昇した事になる。ラグジュアリー・タックス（贅沢税）は、これ補完する意味で設定され、チームのサラリー総額がキャップを超えて、一定の基準(タックス・ライン)に達すると課徴金が適用される制度である。
殆どのNBAチームは、キャップを超えてもタックスレベルに到達しなかったが、数チームはタックスレベルを超えた。タックスの閾値は、2005–06シーズンで $6,170 万ドルで、2005–06シーズンに ニューヨーク・ニックスは、サラリーキャップを7,400万ドル、タックスレベルを6,230万ドル超過し、この結果、オーナーであったジェイムズ・ドランは、リーグに、ラグジュアリー・タックス1,240万ドルを支払った。タックスは通常、タックスレベルに達しなかったチームに均等に再配分されるが、しばしば数百万ドルに及んだ配分金は、オーナーのインセンティブにも繋がっていた。
2008-09シーズンの ラグジュアリー・タックス・レベルは、7,115 万ドル、2009-10シーズンの ラグジュアリー・タックス・レベルは、6,992 万ドル、2010-11シーズン、2011-12シーズン、の ラグジュアリー・タックス・レベルは、$70,307,000であった。
The 2011年の CBAで、以前のCBAの1ドルに対し1ドルを引き当てるタックスの形態を変更することを策定した。タックスレベル超過チームに対し、タックス超過の度合いによって、1ドルに対する倍率の段階的変更を行う事とした。2013–14シーズンから、タックスが増加加算システムに変更となったこのシステムではタックスはラグジュアリー・タックス閾値をどれだけ超過したかによって段階分けを行なう。 段階分けに際しては累積で決定せず、それぞれのタックスレベルに於いて適用される。例えば、チームがタックス閾値を800万ドル超過した場合、500万ドルまでは、$1.50を支払い、残りの300万ドルに関しては $1.75の支払いとなる。2014–15シーズンより、"繰り返し違反チーム"には付加的ペナルティが科され、タックス率が変更される。2015–16シーズン以降は、繰り返し違反チームは、さらに高い繰り返し違反レートが課される。 以前のCBAで、タックス歳入はより低い歳出であったチームに配分されたように、 新しい計画ではタックス歳入はトータルタックスの50%未満をキャップを超えなかったチームに配分する。 2011年のCBAで、当初の報告では残りの50%の歳入をどう扱うかは特定されていなかったが、 後に、それはタックスの支払われたシーズンの歳入に資金供給されることが確認された。
2013–14シーズンにはタックスの閾値は、7,174.8 万ドルに設定され、ブルックリン・ネッツは、このシーズン、総額が1億ドルを超え、8,000万ドルのタックスの支払いとなり、結果的に、年俸も含めた支払総額は、18,600 万ドルにまで達した。

### 2013–14以降の税レベル
| 超過金額区分           | 超過 $1 当たりの標準タックス | 繰り返し違反に対する超過 $1 当たりのタックス |
| ---------------------- | ---------------------------- | -------------------------------------------- |
| $4,999,999 以下        | $1.50                        | $2.50                                        |
| $500万 〜 $9,999,999   | $1.75                        | $2.75                                        |
| $1000万 〜 $14,999,999 | $2.50                        | $3.50                                        |
| $1500万 〜 $19,999,999 | $3.25                        | $4.25                                        |
| $2000万以上            | $3.75 + $0.50 per $500万     | $4.75 + $0.50 per $500万                     |

## 契約関連用語
- ファーストラウンド・キャップホールド/ドラフト1巡目キャップ保持

サラリーキャップに計上される未契約1巡目指名選手サラリーの合計。
- アムネスティ/特赦

アムネスティ条項でウェーブされるプレーヤーに今後支払われるサラリーの合計。(今後サラリーキャップには計上されない)
- エプロン/突き出した領域

ミッドレベル・エクセプションの額を算定する区分となるラグジュアリータックスラインを超えて突き出した領域のこと。
- バイアウト・アジャストメント/買切り調整

バイアウト合意でプレーヤー保証サラリーから削減されるサラリーの合計。
- キャップ・ヒット/キャップ相当

サラリーキャップに計上されるサラリーの合計。
- アーリーターミネーション・オプション(ETO)/早期契約終了選択権[88]

プレーヤーが契約満了前に契約を途中終了する選択権。
- フリーエージェント・キャップホールド/自由契約選手キャップ保持

サラリーキャップに計上されるフリーエージェントサラリーの合計。
- フリーエージェント・ライツ/フリーエージェント権

チームがフリーエージェントを保持する権利。
- ギャランティード/保証[88]

プレーヤーが残している保証されたサラリーの合計。
- ライクリィ・インセンティブ/見込みのある報奨

プレーヤーの契約に含まれる(サラリーキャップに計上される)報酬。
- アンライクリィ・インセンティブ/見込みのない報酬

プレーヤーの契約に含まれない(サラリーキャップに計上されない)報酬。
- ラグジュアリータックス・アジャストメント/贅沢税調整

ラグジュアリータックス回避目的で低減されるサラリーの合計。
- ラグジュアリータックス・アマウント/贅沢税合計

ラグジュアリータックスがどうなるかを決めるサラリーの合計。
- ミニマム・ベース/最低基準

プレーヤーの在籍年数に応じた最低基準サラリー。
- プレーヤー・オプション(PO)/選手選択権[88]

契約満了時にプレーヤーが持つ1年契約延長の選択権。シーズン終了の6月30日(モラトリアム期間開始前)までに行使する必要がある。行使する場合をオプト・イン(opt-in)、しない場合をオプト・アウト(opt-out)という。
- クオリファイング・オファー/資格取得提示

プレーヤーを制限付きフリーエージェントにするためのチームからの1年保証契約の提示。プレーヤーがサインすれば通常契約になる提示。
- セット・オフ・アジャストメント/相殺調整

プレーヤーの保証サラリーの相殺ルールに伴う削減。
- サイニング・ボーナス/契約金

サラリーキャップに計上される契約金の合計。
- チーム・オプション(TO)/チーム選択権[88]

契約満了時にチームが持つ1年契約延長の選択権。シーズン終了の6月30日(モラトリアム期間開始前)までに行使する必要がある。
- トレード・インカム/トーレード収益Trade Incoming

トレードにより収益とされるサラリーの合計。トレードが適正かどうかの判定基準となる。
- トレード・キッカー/トレード促進

トレードによりプレーヤーが受け取るサラリーの上昇率。
- トレード・アウト・ゴーイング/トレード出費

トレードにより出費とされるサラリーの合計。トレードが適正かどうかの判定基準となる。
- アンギャランティード/無保証[88]

プレーヤーの残りのサラリーで保証されていない分の合計。
- ベテラン・リインバースメント・アジャストメント/ベテラン払戻し調整

チームが既に支払い済みのサラリーに対しリーグから払い戻される合計。
- イヤーズ・オブ・サービス/在籍年数

プレーヤーのNBA在籍年数